# Ana Carolina da Silva
Ana Carolina da Silva, nota semplicemente come Carol (Belo Horizonte, 8 aprile 1991) è una pallavolista brasiliana, centrale della Savino Del Bene.

## Biografia
È sposata dal 2023 con la pallavolista olandese Anne Buijs.

## Carriera

### Club
La carriera di Ana Carolina da Silva inizia nel 2006, quando quindicenne entra a far parte del settore giovanile del Mackenzie, col quale gioca due campionati. Nella stagione 2008-09 debutta in prima squadra e si aggiudica il Campionato Mineiro, restando nel club anche nella stagione successiva. Nel campionato 2010-11 passa al Pinheiros, col quale si aggiudica il Campionato Paulista. Nel campionato successivo passa al Rio de Janeiro, vincendo il Campionato Carioca e raggiungendo la finale scudetto.
Torna a giocare nel Pinheiros nell'annata 2012-13, ma già in quella successiva ritorna al club di Rio de Janeiro, dove rimane per un quadriennio vincendo altrettanti scudetti consecutivi, due edizioni della Coppa del Brasile, due supercoppe, tre titoli statali e quattro edizioni del campionato sudamericano, successi peraltro impreziositi da diversi riconoscimenti individuali, in particolare quello di miglior giocatrice nella seconda rassegna continentale vinta.
Nel campionato 2017-18 gioca per la prima volta all'estero, approdando nella Sultanlar Ligi turca, dove firma per il Nilüfer, ma rientra in patria già nella stagione successiva quando viene ingaggiata dal Praia Clube: col club di Uberlândia, in cinque annate di permanenza, si aggiudica uno scudetto, quattro Supercoppe brasiliane, due campionati dello Stato di Minas Gerais e un campionato sudamericano per club, ricevendo diversi riconoscimenti come miglior centrale.
Nella stagione 2023-24 si trasferisce in Italia, accasandosi alla Savino Del Bene, in Serie A1.

### Nazionale
Viene convocata nella selezione nazionale universitaria, aggiudicandosi nel 2011 la medaglia d'oro alla XXVI Universiade e due anni più tardi quella d'argento alla XXVII Universiade.
Esordisce nel 2014 con la nazionale maggiore vincendo la medaglia d'oro al World Gran Prix e quella di bronzo al campionato mondiale; un anno dopo invece si aggiudica il bronzo al World Grand Prix e l'oro al campionato sudamericano e nel 2017 l'oro al World Grand Prix e al campionato sudamericano e l'argento alla Grand Champions Cup.
Nel 2019, conquista la medaglia d'argento alla Volleyball Nations League e quella d'oro al campionato sudamericano, mentre, nel 2021, vince la medaglia d'argento alla Volleyball Nations League e ai Giochi della XXXII Olimpiade di Tokyo e quella d'oro al campionato sudamericano.
Nel 2022 giunge seconda alla Volleyball Nations League, venendo premiata come miglior centrale: ottiene stesso risultato e riconoscimento anche al campionato mondiale 2022. Nel 2023 si aggiudica la medaglia d'oro al campionato continentale e quella d'argento alla Coppa del Mondo, mentre nel 2024 mette al collo il bronzo ai Giochi della XXXIII Olimpiade.

## Palmarès

### Club
- Campionato brasiliano: 5

2013-14, 2014-15, 2015-16, 2016-17, 2022-23
- Coppa del Brasile: 2

2016, 2017
- Supercoppa brasiliana: 6

2015, 2016, 2018, 2019, 2020, 2021
- Campionato Mineiro: 3

2008, 2019, 2021
- Campionato Paulista: 1

2010
- Campionato Carioca: 4

2011, 2013, 2014, 2015
- Campionato sudamericano per club: 5

2013, 2015, 2016, 2017, 2021

### Nazionale (competizioni minori)
- Universiade 2011
- Universiade 2013
- Montreux Volley Masters 2017

### Premi individuali
- 2013 - Coppa del Mondo per club: Miglior muro
- 2014 - Montreux Volley Masters: Miglior muro
- 2015 - Superliga Série A: Miglior muro
- 2015 - Coppa del Mondo per club: Miglior centrale
- 2016 - Campionato sudamericano per club: Miglior centrale
- 2016 - Campionato sudamericano per club: MVP
- 2017 - Montreux Volley Masters: Miglior centrale
- 2017 - Montreux Volley Masters: MVP
- 2017 - Campionato sudamericano: Miglior centrale
- 2017 - Grand Champions Cup: Miglior centrale
- 2019 - Superliga Série A: Miglior centrale
- 2020 - Campionato sudamericano per club: Miglior centrale
- 2021 - Superliga Série A: Miglior centrale
- 2021 - Campionato sudamericano: Miglior centrale
- 2022 - Superliga Série A: Miglior centrale
- 2022 - Superliga Série A: Craque da Galera
- 2022 - Campionato sudamericano per club: Miglior centrale
- 2022 - Volleyball Nations League: Miglior centrale
- 2022 - Campionato mondiale: Miglior centrale
- 2023 - Superliga Série A: Miglior centrale